# Liste der Staatsoberhäupter 329
Übersicht
◄◄ | ◄ | 325 | 326 | 327 | 328 | Liste der Staatsoberhäupter 329 | 330 | 331 | 332 | 333 | ► | ►►

Weitere Ereignisse

## Afrika
- Aksumitisches Reich
  - König: Ousanas (ca. 325–ca. 345)

- Römisches Reich
  - Provincia Romana Aegyptus
    - Präfekt: Septimius Zenius (328–329)

## Amerika
- Maya
  - Tikal
    - König: K’inich Muwaan Jol I. (ca. 317–359)

## Asien
- Armenien
  - König: Trdat III. (293–330)

- China
  - Kaiser: Jin Chengdi (325–342)
  - Sechzehn Reiche:
    - Han-Zhao: Liu Xi (329)
    - Cheng Han: Li Xiong (304–334)
    - Frühere Liang: Zhang Jun (324–346)
    - Spätere Zhao: Shi Le (319–333)

- Iberien (Kartlien)
  - König: Mirian III. (284–361)

- Indien
  - Gupta-Reich
    - König: Chandragupta I. (320–335)

  - Vakataka
    - König: Pravarasena I. (284–344)

- Japan
  - Kaiser: Nintoku (313–399)

- Korea
  - Baekje
    - König: Biryu (304–344)

  - Gaya
    - König: Geojilmi (291–346)

  - Goguryeo
    - König: Micheon (300–331)

  - Silla
    - König: Heulhae (310–356)

- Sassanidenreich
  - Schah (Großkönig): Schapur II. (309–379)

## Europa
- Bosporanisches Reich
  - König: Rheskouporis V. (324/325–343)

- Römisches Reich
  - Kaiser: Konstantin der Große (306–337)
    - Konsul: Konstantin der Große (329)
    - Konsul: Konstantin II. (329)